# Семенюк Анатолій Іванович
Анатолій Іванович Семенюк (14 липня 1949, с. Плебанівка Шаргородського району Вінницької області) — український садівник, Заслужений працівник сільського господарства України.

## Біографічні відомості
Народився 14 липня 1949 року у селі Плебанівка Шаргородського району Вінницької області.
Батько — Іван Степанович, працював слюсарем на Соснівському цукровому заводі, мати — Надія Семенівна, вчителька Плебанівської школи. Згодом родина переїхала до села Соснівка.
Анатолій Семенюк закінчив Соснівську восьмирічну школу, після чого навчався у механіко-технологічному технікумі. Отримавши диплом, направлений на роботу у білоруське місто Полоцьк.
Після строкової служби в армії працював теплотехніком Соснівського цукрового та інженером Рахнянського консервного заводу. Без відриву від виробництва закінчив Уманський сільськогосподарський інститут.
З 1979 року працював на керівних посадах у радгоспі ім. 9-ї Кримської дивізії с. Рахни-Лісові, а у 1986 році призначений директором цього радгоспу. У радянські часи радгосп часто представлявся у павільйоні «Садівництво» виставки досягнень народного господарства у Москві. Садівники радгоспу є авторами та співавторами низки винаходів та експериментів.
У 1991 році затверджений заступником генерального директора виробничого об'єднання «Вінницясадвинпром», а згодом генеральним директором.
29 березня 1998 року обраний депутатом Вінницької обласної ради від Шаргородського виборчого округу № 30.

## Нагороди та звання
- «За заслуги» III ступеня
- Медаль «Знак пошани»
- Заслужений працівник сільського господарства України